# Kirby (Teksas)
Kirby – miasto w Stanach Zjednoczonych, w stanie Teksas, w hrabstwie Bexar, otoczone przez San Antonio.

## Demografia
Według przeprowadzonego przez United States Census Bureau spisu powszechnego w 2010 miasto liczyło 8 000 mieszkańców, co oznacza spadek o 7,8% w porównaniu do roku 2000. Natomiast skład etniczny w mieście wyglądał następująco: Biali 63,1%, Afroamerykanie 14,6%, Azjaci 1,6%, pozostali 20,7%. Kobiety stanowiły 51,4% populacji.